# Усита
У̀сита (на италиански: Ussita) е община в Централна Италия, провинция Мачерата, регион Марке. Разположено е на 744 m надморска височина. Населението на общината е 436 души (към 2010 г.).
Административен център на общината е село Флумината, (Fluminata).